# Parque Ecuador
Parque Ecuador är en park i Chile.   Den ligger i regionen Región del Biobío, i den södra delen av landet, 400 km sydväst om huvudstaden Santiago de Chile. Parque Ecuador ligger 36 meter över havet.
Terrängen runt Parque Ecuador är kuperad åt sydost, men åt nordväst är den platt. Runt Parque Ecuador är det tätbefolkat, med 982 invånare per kvadratkilometer.. Närmaste större samhälle är Concepción, 0,71 km nordväst om Parque Ecuador. 
I omgivningarna runt Parque Ecuador växer i huvudsak städsegrön lövskog.